# Kehtna-Nurme
Kehtna-Nurme – wieś w Estonii, prowincji Rapla, w gminie Kehtna.